# 惠尔登酮
惠尔登酮是一种有机化合物，化学式为C25H34O6，它的命名来自于已故的赛车手丹·威尔顿。它从费希尔曲霉（Aspergillus fischeri）和Xylaria flabelliformis的共培养物中分离得到。它对乳腺癌、卵巢癌和黑色素瘤的癌细胞株具有细胞毒抑制活性。

## 结构

最初提议的惠尔登酮的结构

早期的研究认为该化合物具有七元环并六元环的结构单元，但后来经单晶X射线衍射表明它具有八氢萘的结构单元。